# PSR B1913+16

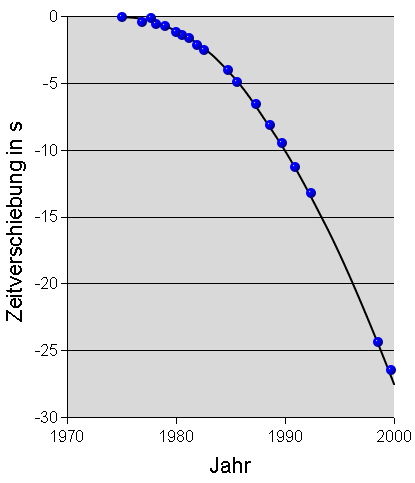
PSR B1913+16:s banminskning. Mätpunkterna visar den observerade förändringen i periapsisens epok med datum, medan kurvan visar den teoretiskt förväntade variationen enligt den allmänna relativitetsteorin.

PSR B1913+16, även PSR 1913+16, PSR J1915+1606 och Hulse–Taylors binära pulsar, är en pulsar i ett binärt system, i bana med en annan neutronstjärna. Den upptäcktes 1974 av Russell A. Hulse och Joseph H. Taylor Jr. vid Princeton University. Upptäckten belönades med 1993 års nobelpris i fysik.
Med hjälp av Arecibo-observatoriets 305m antenn upptäckte Hulse & Taylor pulsade radioemissioner och identifierade på så sätt källan som en pulsar, en snabbt roterande, kraftigt magnetiserad neutronstjärna. Neutronstjärnan roterar runt sin axel 17 gånger per sekund; pulsens period är alltså 59 millisekunder.
Pulsaren är av visuell magnitud 22,5 och kräver sålunda kraftiga teleskop för att kunna observeras.

## Stjärnsystemet
Pulsaren och dess följeslagare rör sig i elliptiska banor runt ett gemensamt masscentrum. Omloppsbanan har en omloppstid på 7,75 timmar. De två neutronstjärnorna beräknas ha ungefär lika stor massa, cirka 1,4 M☉.
Det minsta avståndet mellan stjärnorna, vid periastron är ungefär 1,1 R☉ och det största avståndet, vid apoastron, är 4,8 R☉. Inklinationen är ungefär 45 grader. I januari 1975 var stjärnsystemet orienterat så att periastron inträffade i siktlinjen mot jorden.